# Jules Trinité
Pour les articles homonymes, voir Trinité.
Jules Cyrus Angelle Trinité, né le 22 décembre 1856 à Saint-Quentin-des-Isles et mort le 17 décembre 1921 à Azay-le-Rideau, est un tireur sportif français.

## Biographie
Fils de cultivateurs normands, Jules Trinité est comptable aux Chemins de fer de l'État. Membre de la société de tir La Thouarsaise, il participe aux Jeux olympiques d'été de 1900 à Paris et remporte la médaille d'argent en pistolet d'ordonnance 50 mètres par équipes. Dans l'épreuve individuelle, il se classe dixième.
Il s'installe ensuite en Vendée et devient membre de la direction de la société départementale de tir Villebois-Mareuil et de la commission technique de l'Union des sociétés de tir de France. Il est aussi l'auteur du livre L'ABC du tir.